# Eriocnemis derbyi
Az Eriocnemis derbyi a madarak (Aves) osztályának sarlósfecske-alakúak (Apodiformes) rendjébe és a kolibrifélék (Trochilidae) családjába tartozó faj.

## Rendszerezése
A fajt Adolphe Delattre és Jules Bourcier írták le 1846-ban, a Trochilus nembe Trochilus Derbyi néven.

## Előfordulása
Dél-Amerikában, az Andokban, Ecuador és Kolumbia területén honos. Természetes élőhelyei a szubtrópusi vagy trópusi hegyi esőerdők és magaslati cserjések, valamint legelők.

## Megjelenése
Testhossza 10 centiméter.
|  |

## Életmódja
Nektárral táplálkozik.

## Természetvédelmi helyzete
Az elterjedési területe kicsi, egyedszáma pedig csökken. A Természetvédelmi Világszövetség Vörös listáján mérsékelten fenyegetett fajként szerepel.